# Goniadella falklandica
Goniadella falklandica är en ringmaskart som beskrevs av Hartmann-Schröder 1986. Goniadella falklandica ingår i släktet Goniadella och familjen Goniadidae. Inga underarter finns listade i Catalogue of Life.